# Gmina Des Moines (hrabstwo Boone)

Położenie Gminy Des Moines w hrabstwie Boone

Gmina Des Moines (ang. Des Moines Township) – gmina w USA, w stanie Iowa, w hrabstwie Boone. Według danych z 2000 roku gmina miała 13 758 mieszkańców.